# Idiodes conspersa
Idiodes conspersa là một loài bướm đêm trong họ Geometridae.